# Starck AS-71
Le Starck AS-71 est un avion de sport conçu en France en 1945 par l'ingénieur aéronautique français André Starck.
C'est sur cette avion que Janette Poujade a battu le 11 septembre 1948 un record de distance de Lyon à Sundsvall toujours valable pour un avion de cette catégorie. 